# Octomilka obecná
Octomilka obecná (dosud formálně Drosophila melanogaster, vzhledem k parafylii rodu Drosophila však v budoucnu možná Sophophora melanogaster) je druh dvoukřídlého hmyzu (Diptera) z čeledi octomilkovitých (Drosophilidae). Tyto tzv. „banánové“ nebo „ovocné mušky“ jsou využívány jako laboratorní zvířata nebo krmivo, ale především jako nejrozšířenější modelové organismy v biologii a v genetických studiích, fyziologii a evoluční biologii. Zástupci čeledi vrtulovití (Tephritidae) jsou také označování jako „ovocné mušky“, což někdy může vést k nedorozuměním (tato čeleď patří k významným škůdcům na pěstovaném ovoci). Druhové jméno melanogaster pochází z řečtiny a znamená „černobřichá“.
Pro laboratorní a chovatelské (krmivo) účely se z praktických důvodů často používá bezkřídlá mutace.
Původní (divoká) forma octomilky obecné má jasně červené oči a je dlouhá 2 až 3 mm. Vyskytuje se na kvasícím ovoci, marmeládách, ovocných šťávách apod. Beznohé larvy jsou dlouhé přibližně 7 mm a žijí v hnijící dužnině ovoce.

## Chov octomilky

Samička (vlevo) a sameček Drosophila melanogaster

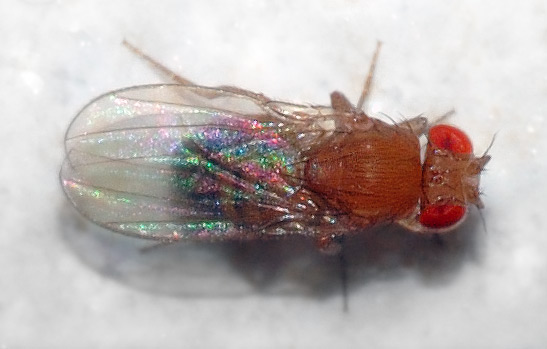
Pohled shora

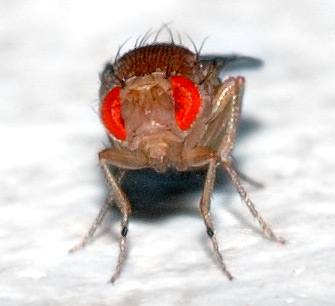
Pohled zepředu

Octomilky, kterým chovatelé říkají „vinné mušky“, jsou důležitým zdrojem potravy pro dravý hmyz, některé ryby, žáby a mláďata malých druhů ještěrů. Chovají se dvě formy octomilek, jednak klasická okřídlená, jednak se zakrnělými křídly, která se používá častěji, protože je vhodnější jak k chovu, tak k manipulaci.
Optimální teplota pro chov je 25 °C. Octomilky lze chovat i při pokojové teplotě, ale jejich vývoj se prodlužuje. Naopak při vyšší teplotě, tj. 30 °C a více, začínají degenerovat.
Při optimální teplotě trvá vývojový cyklus 8–10 dní. Z vajíčka se do 24 hodin líhne larva, za 4 dny se 2× svléká, potom se zakuklí a za 4 dny se líhne dospělý jedinec.
Jedinou nevýhodou je krátká životnost octomilky.

## Embryonální vývoj
Tělní segmentace je ze všech živočichů asi nejrozvinutější u členovců a podrobně zkoumána byla u právě u octomilek. Octomilky jsou oblíbeným modelovým organismem genetiků, a proto není divu, že zde byl průběh segmentace popsán právě z molekulárního hlediska. Výraznou roli hraje v segmentaci těla hmyzu gen bicoid, který umožňuje již velmi záhy po oplození vajíčka rozlišit budoucí přední a zadní část embrya. Tento morfogen řídí spouštění dalších genů v jednotlivých tělních článcích, tyto geny se označují gap geny. Postupně se tím spouští čím dál jemnější kontrola nad jednotlivými oblastmi embrya.